# Suzanne Semanick
Suzanne Marie Semanick (* 18. Mai 1967 in Bridgeville, Pennsylvania) ist eine ehemalige US-amerikanische Eiskunstläuferin.
Semanick trat bis 1988 mit Scott Gregory im Eistanzen an. Bei ihren ersten gemeinsamen nationalen Meisterschaften erreichten sie 1985 dritten Platz. Im Jahr darauf wurden sie Vizemeister und konnten 1987 und 1988 US-Meister im Eistanz werden. Bei der Weltmeisterschaft 1985 erreichten die beiden Rang zwölf. In den folgenden zwei Jahren belegten sie jeweils den fünften Platz. Semanick und Gregory nahmen an den Olympischen Winterspielen 1988 in Calgary teil und wurden dort Sechste.
Nach dem Karriereende von Gregory wechselte Semanick den Eistanzpartner und trat ab 1989 mit Ron Kravette an. Bei den nationalen Meisterschaften 1989 und 1990 konnten sie jeweils die Bronzemedaille gewinnen.
Semanick arbeitete später als Eiskunstlauftrainerin und -choreographin in Newark, Delaware.

## Ergebnisse

### Eistanz
(mit Scott Gregory)
| Wettbewerb / Jahr                | 1985 | 1986 | 1987 | 1988 |
| -------------------------------- | ---- | ---- | ---- | ---- |
| Olympische Winterspiele          |      |      |      | 6.   |
| Weltmeisterschaften              | 12.  | 5.   | 5.   |      |
| US-amerikanische Meisterschaften | 3.   | 2.   | 1.   | 1.   |

(mit Ron Kravette)
| Wettbewerb / Jahr                | 1989 | 1990 |
| -------------------------------- | ---- | ---- |
| US-amerikanische Meisterschaften | 3.   | 3.   |